# Adeus, Minha Rainha
Adeus, Minha Rainha (em francês:  Les Adieux à la reine) é um filme de drama francês de 2012 dirigido por Benoît Jacquot e baseado no romance de mesmo nome de Chantal Thomas, que ganhou o Prémio Femina em 2002. Apresenta um relato ficcional dos últimos dias de Maria Antonieta no poder, vista através dos olhos de Sidonie Laborde, uma jovem criada que lê em voz alta para a rainha. O filme é estrelado por Diane Kruger como a rainha, Léa Seydoux e Virginie Ledoyen. Abriu o 62º Festival Internacional de Cinema de Berlim em fevereiro de 2012 e posteriormente foi exibido em outros festivais. Sua data de lançamento foi 21 de março de 2012 na França. 

## Enredo
Em 1789, às vésperas da Revolução Francesa, a corte do Palácio de Versalhes ainda vive suas rotinas, relativamente despreocupada com a crescente turbulência em Paris, a apenas 32 quilômetros de distância. As rotinas são vistas através dos olhos da jovem Sidonie Laborde, que serve a rainha Maria Antonieta. 
Quando as notícias sobre o tomada da Bastilha chegam à corte, a maioria dos aristocratas e servos abandonam o palácio e abandonam a família real, temendo que o governo esteja caindo. Mas Sidonie, um verdadeiro crente na monarquia, se recusa a fugir. Ela se sente segura sob a proteção da Família Real. Ela não sabe que estes são os últimos três dias que passará ao lado da rainha. 
A rainha ordena que Sidonie se disfarce de Yolande Martine Gabrielle de Polastron, duquesa de Polignac, e sirva de isca para que este possa fugir com segurança para a Suíça. É o que Sidonie faz, apesar de um aviso prévio de uma das damas da rainha em espera. Sidonie é despida e vestida com um vestido verde. O treinador que carrega Sidonie também é ocupado pela verdadeira duquesa e seu marido, vestidos como seus criados. Eles a tratam com desdém durante a jornada, mas ela desempenha seu papel de forma convincente o suficiente para permitir que a festa atravesse a fronteira com segurança. Quando o filme termina, ela observa que não tem outras conexões além de sua posição de leitora da rainha e logo não será mais ninguém. 